# Genzano di Lucania
Genzano di Lucania község (comune) Olaszország Basilicata régiójában, Potenza megyében.

## Fekvése
A Bradano folyó völgyében fekszik a megye északkeleti részén. Határai: Banzi, Acerenza, Oppido Lucano, Palazzo San Gervasio, Spinazzola, Irsina, Poggiorsini és Gravina in Puglia.

## Története
A 9. században alakult ki egy régi római település (Pagus Gentianum) területén. 1806-ig, amikor a Nápolyi Királyságban felszámolták a feudalizmust, hűbéri birtok volt. 

## Népessége
A népesség számának alakulása:

## Főbb látnivalói
- Palazzo Marchesale De Marinis
- Santa Maria della Platea-templom
- Maria Santissima delle Grazie-templom
- Sacro Cuore-templom (1930)